# Bielstein (Westliches Eggevorland)
Der Bielstein ist ein 409 m ü. NHN hoher Berg bei Veldrom im Teutoburger Wald im Süden des nordrhein-westfälischen Kreises Lippe.
Vom Gipfel hat man einen Ausblick auf das Eggegebirge.